# Leão branco
O Leão-branco é uma rara mutação de cor do leão-sul-africano (Panthera leo krugeri), devido a uma particularidade genética chamada leucismo. O leão branco não constitui uma subespécie separada. Distingue-se dos leões-sul-africanos normais apenas pela sua pelagem muito clara, quase branca, causada por anomalias em seus genes. O primeiro registo oficial da presença do leão branco ocorreu no Timbavati em 1938.

## Características

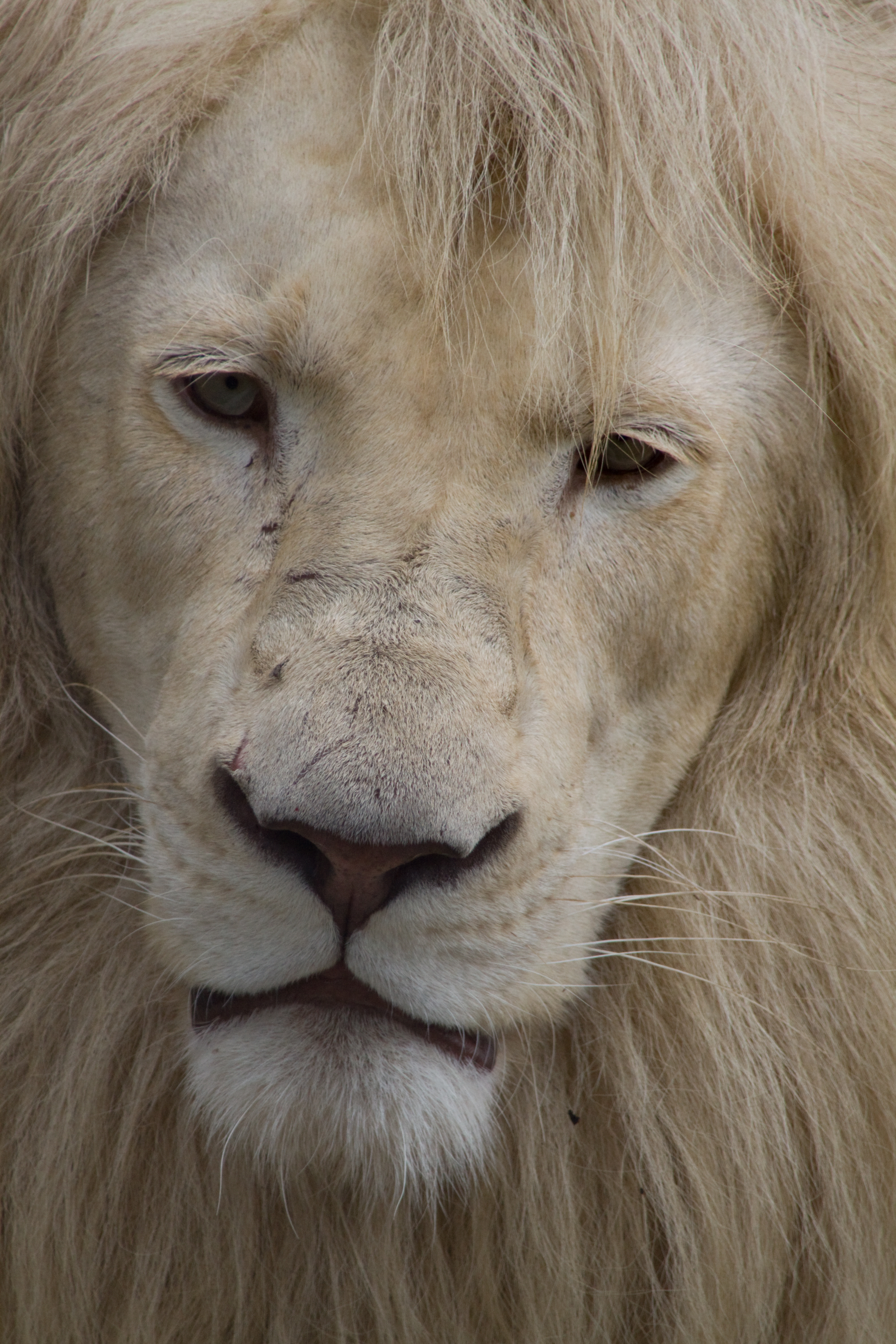
Leão branco. Macho adulto em cativeiro

O leão branco pertence a subespécie Panthera leo krugeri (Leão-sul-africano). Leões brancos não são albinos, são leucísticos. Sua cor branca é causada por um gene inibidor recessivo, diferente do gene do albinismo. A sua pelagem varia de loiro por quase branco. Esta característica não acarreta problemas fisiológicos, ao contrário do albinismo, o leucismo não confere maior sensibilidade ao sol. No entanto constitui uma desvantagem, pois reduz a sua capacidade de se camuflar na caça às suas presas.
Leões desta cor nunca foram muito comuns na natureza. O gene que confere esta característica é recessivo, e apenas se revela quando são cruzados indivíduos portadores do gene mutante. Este cruzamento é feito propositadamente em zoológicos, por já não existirem mais na natureza e por essa razão é nestes onde existe o maior número de indivíduos leucísticos. No passado, leões com esta coloração eram avistados na reserva de Timbavati e no Parque Nacional Kruger, mas desde 1993 não são avistados na natureza.

## Leão albino
Podem existir também leões que são brancos através do albinismo; diferentes dos leucísticos, esses possuem os olhos vermelhos e apresentam grande sensibilidade ao sol. Estes são ainda mais raros e não possuem melanina, não possuindo nenhum caso registrado de um exemplar realmente albino.

## Na religião

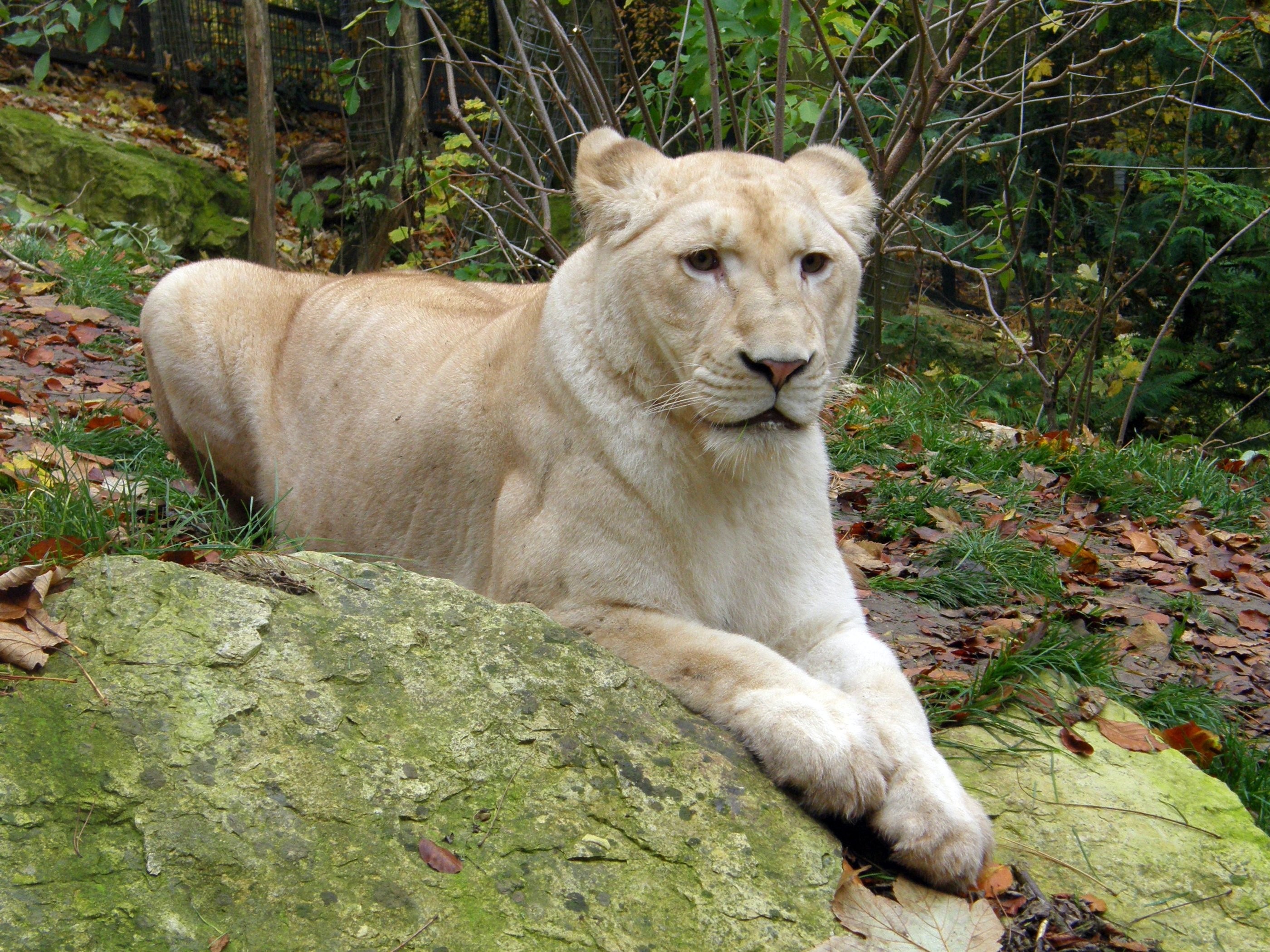
Leoa branca

Os povos da África do Sul tinham crenças religiosas relacionadas ao leão branco. Ele era relacionado à prosperidade e à abundância e sua presença era uma espécie de dádiva divina. Também eram muito venerados pelos povos locais, que acreditavam que sua cor branca era um sinal da benevolência que deveria existir dentro de todos os seres vivos. Existia também a crença de que uma vez caiu um asteroide e que uma mulher entrou nele, alguns dias depois ela voltou como uma leoa branca.

## Reintrodução na natureza
Desde de 2000 um pequeno grupo de cientistas tenta reintroduzir o leão branco na natureza. Em 2003 esse pequeno grupo de cientistas reintroduziram um jovem leão branco que surpreendentemente conseguiu sobreviver, pois os cientistas pensavam que era impossível reintroduzir um leão branco ao estado selvagem por conta de sua pelagem não lhe oferecer camuflagem suficiente para caçar. Este jovem leão teve uma grande taxa de reprodução e conseguiu sobreviver sem muito esforço. Em 2004 muitos outros cientistas empenharam-se em reintroduzir o leão branco na natureza, ao ponto que desde de 2010 existem cerca de 12 leões brancos em áreas isoladas do Parque Nacional do Kruger, para evitar que se reproduzam com os leões normais do parque.